# Bill Pearl

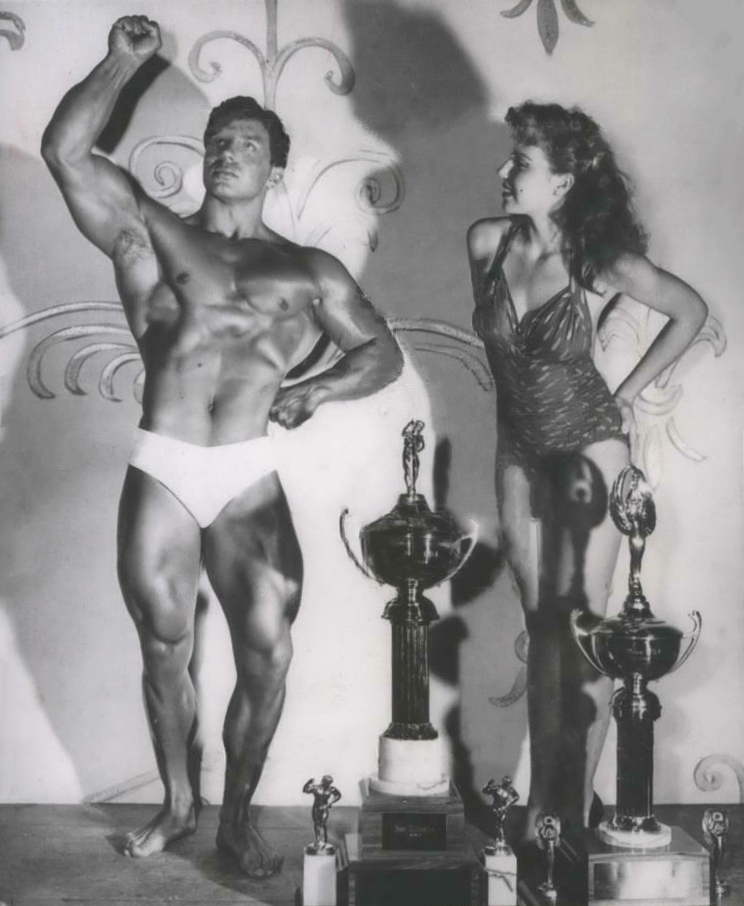
Bill Pearl 1953

Bill Pearl (* 31. Oktober 1930 in Prineville, Oregon; † 14. September 2022 in Phoenix, Oregon) war ein US-amerikanischer Bodybuilder. Er gewann fünf Mal den Titel des Mister Universum, den letzten im Alter von 41 Jahren.

## Leben
Pearl wuchs als Sohn eines Restaurantbesitzers auf. Als Jugendlicher begann er, Kartoffelsäcke zu stemmen, um Titelbildern auf Bodybuilder-Magazinen nachzueifern. Während des Militärdienstes in San Diego wurde er 1952 bei seinem ersten Wettbewerb, „Mr. San Diego“, Dritter. Im darauffolgenden Jahr wurde er Sieger bei „Mr. America“ und „Mr. Universum“ für Amateure und einem weiteren Wettbewerb.
Nach dem Militärdienst machte er sich mit einem Fitnessstudio selbständig. Er gewann drei Mal die Profiwertung des „Mr. Universum“ und wurde Vegetarier. 1971 errang er diesen Titel im Alter von 41 Jahren zum vierten Mal.
Pearl trainierte unter anderem Chris Dickerson, der 1982 Mr. Olympia wurde. Er ist der Autor von Zeitschriftartikeln und mehrerer Bücher.
Pearl erlitt im Alter von 91 Jahren mehrere Kompressionsbrüche an seiner Brustwirbelsäule. Am 7. April 2022 war er beim Rasenmähen mit seinem Aufsitzmäher eine Böschung hinuntergestürzt, was dazu führte, dass der Mäher auf ihm landete.
Er erholte sich von dem Unfall, starb jedoch einige Monate später an den Folgen seiner Parkinson-Erkrankung.

## Titel
(Quelle: The Barbell)
- 1952 Mr. Oceanside (Oceanside, California)
- 1953 Mr. Southern California (Los Angeles, California)
- 1953 Mr. California (Los Angeles, California)
- 1953 A.A.U., Mr. America (Indianapolis, Indiana)
- 1953 N.A.B.B.A., Mr. Universum Amateur (London, England)
- 1956 Mr. U.S.A., Professional (Los Angeles, California)
- 1956 N.A.B.B.A., Mr. Universum, Professional, Tall Man's Class (London, England)
- 1961 N.A.B.B.A., Mr. Universum, Professional (London, England)
- 1967 N.A.B.B.A., Mr. Universum, Professional (London, England)
- 1971 N.A.B.B.A., Mr. Universum, Professional (London, England)

## Auszeichnungen
- 1974 W.B.B.A., World's Best-Built Man of the Century (New York, New York)
- 1978 Eingeführt in die W.B.B.A. Hall of Fame (New York, New York)
- 1978 Gewählt zum I.F.B.B. National Chairman of the Professional Physique Judges Committee (Acapulco, Mexico)
- 1988 Eingeführt in die Pioneers of Fitness Hall of Fame
- 1992 Eingeführt in die Gold's Gym Hall of Fame
- 1994 Ehrengast der Association of Oldetime Barbell & Strongmen 12th Annual Reunion
- 1994 Eingeführt in die The Joe Weider Hall of Fame
- 1995 A.A.U. Lifetime Achievement Award
- 1995 Oscar Heidenstam Foundation Hall of Fame
- 1996 American Powerlifters Federation Hall of Fame
- 1997 International Chiropractors Association Sports & Fitness Man of the Year
- 1999 Eingeführt in die I.F.B.B. Hall of Fame[4]
- 2000 Spirit of Muscle Beach Award
- 2001 World Gym Lifetime Achievement Award
- 2001 Society of Weight-Training Injury Specialists Lifetime Achievement Award
- 2002 Canadian Fitness Award for 60+ Years of Inspiration to the Industry
- 2002 National Fitness Trade Journal Lifetime Achievement Award
- 2003 Iron Man magazine Peary & Mabel Radar Lifetime Achievement Award
- 2004 Arnold Schwarzenegger Lifetime Achievement Award[5]
- 2006 PDI Night of Champions Lifetime Achievement Award[6][7]
- 2010 National Fitness Hall of Fame Inductee & NFHOF "Lifetime Achievement Award" Recipient